# Heizmannia tengchongensis
Heizmannia tengchongensis är en tvåvingeart som beskrevs av Dong, Wang och Zhou 2002. Heizmannia tengchongensis ingår i släktet Heizmannia och familjen stickmyggor.
Artens utbredningsområde är Yunnan (Kina). Inga underarter finns listade i Catalogue of Life.